# Retama monosperma
Retama monosperma är en ärtväxtart som först beskrevs av Carl von Linné, och fick sitt nu gällande namn av Pierre Edmond Boissier. Retama monosperma ingår i släktet Retama och familjen ärtväxter.
Blomman är vit.

## Underarter
Arten delas in i följande underarter:
- R. m. bovei
- R. m. monosperma
- R. m. rhodorrhizoides

## Bildgalleri

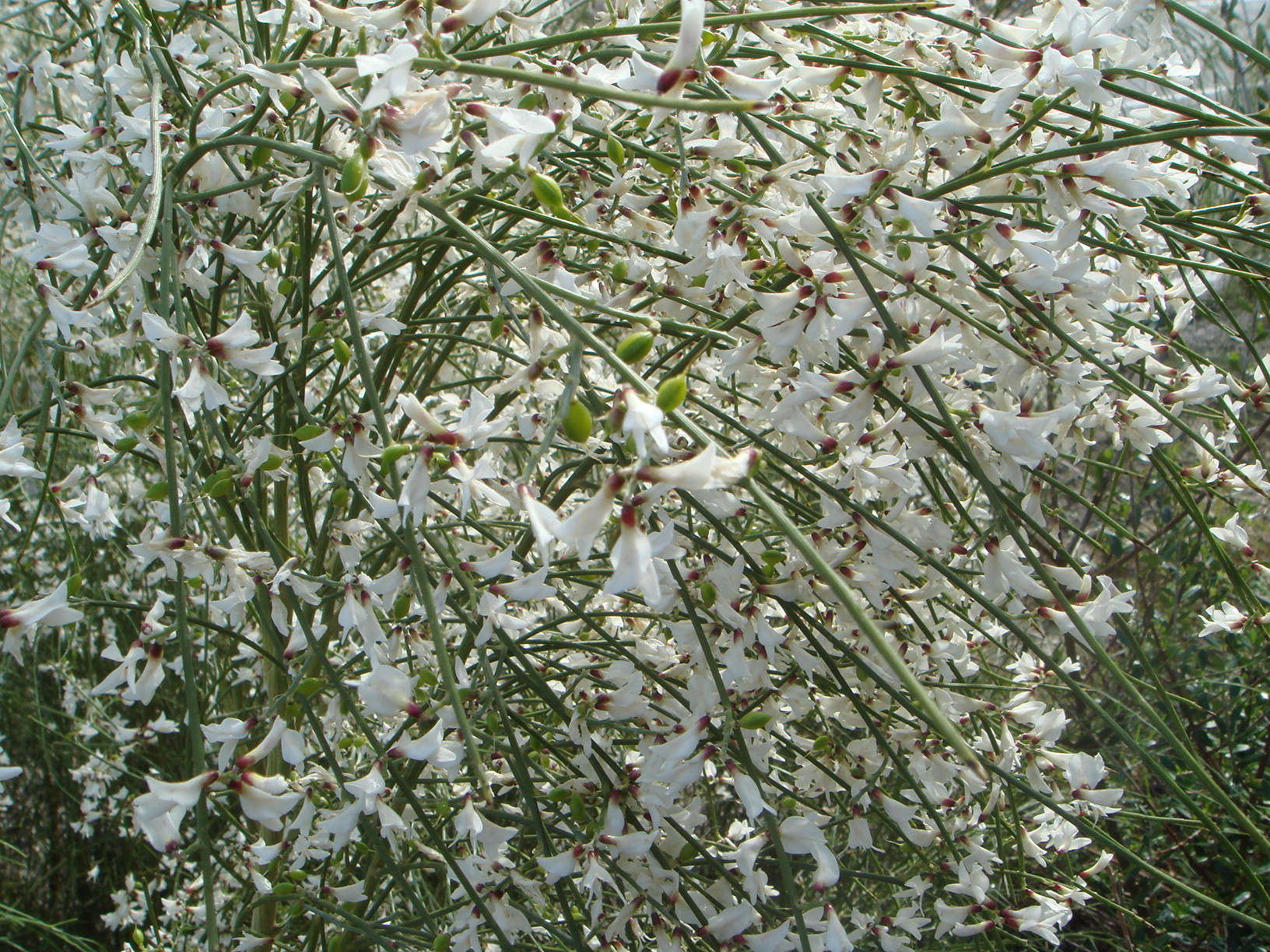
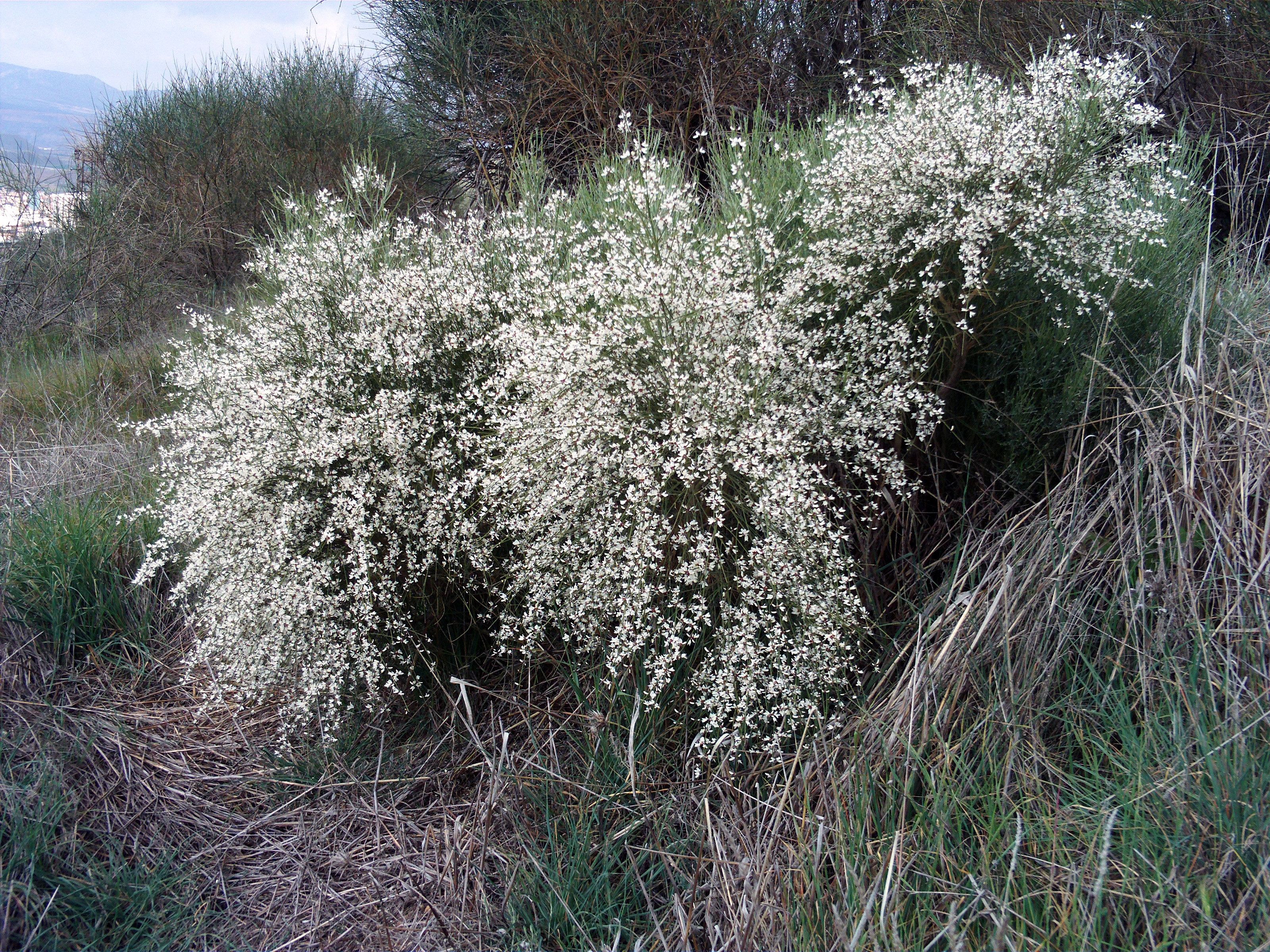
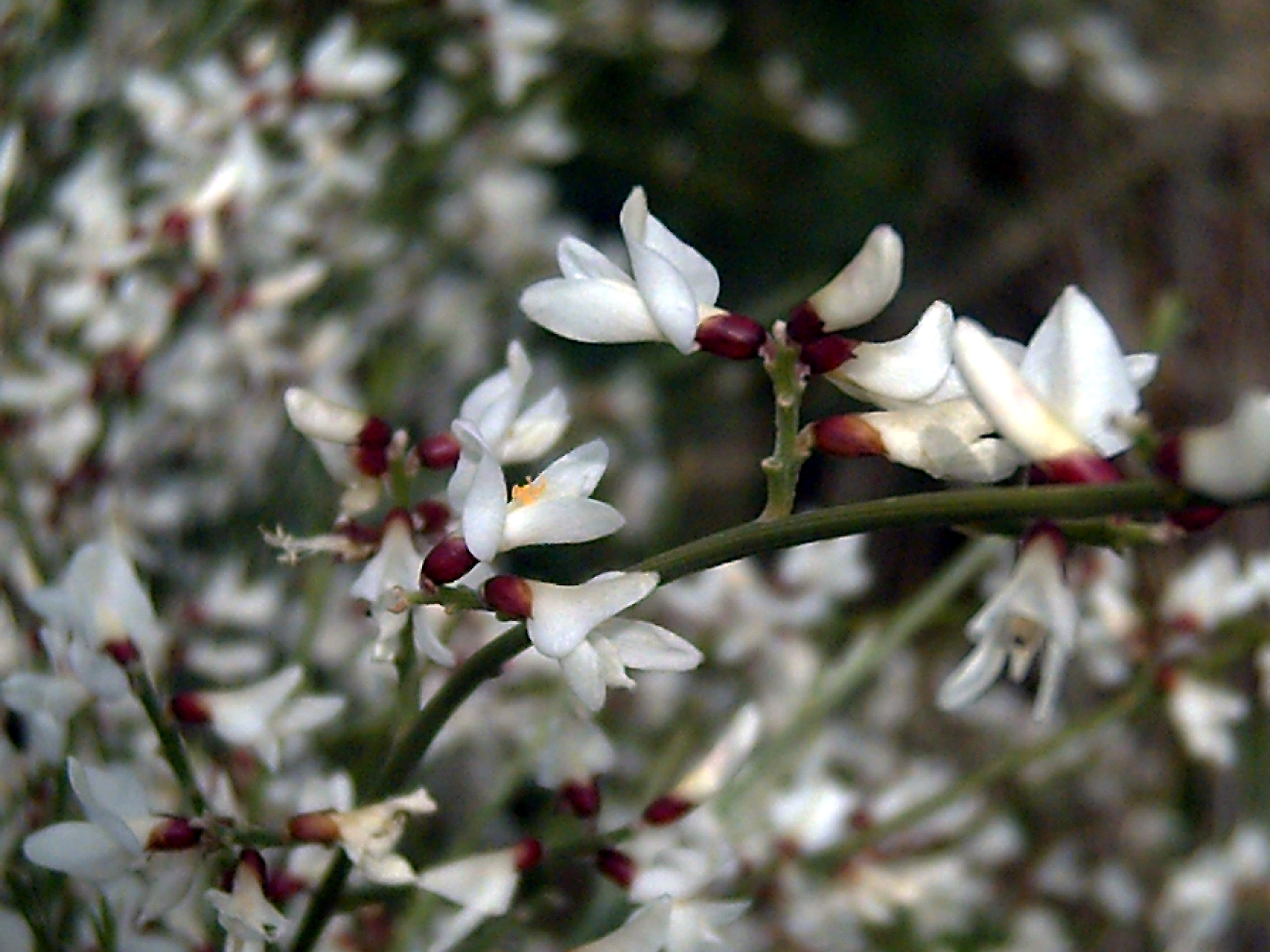
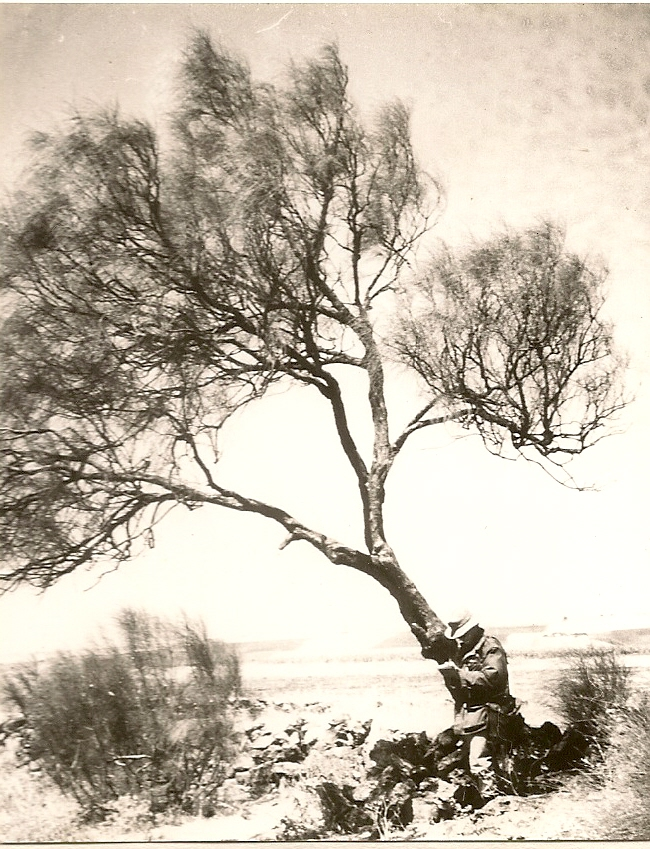
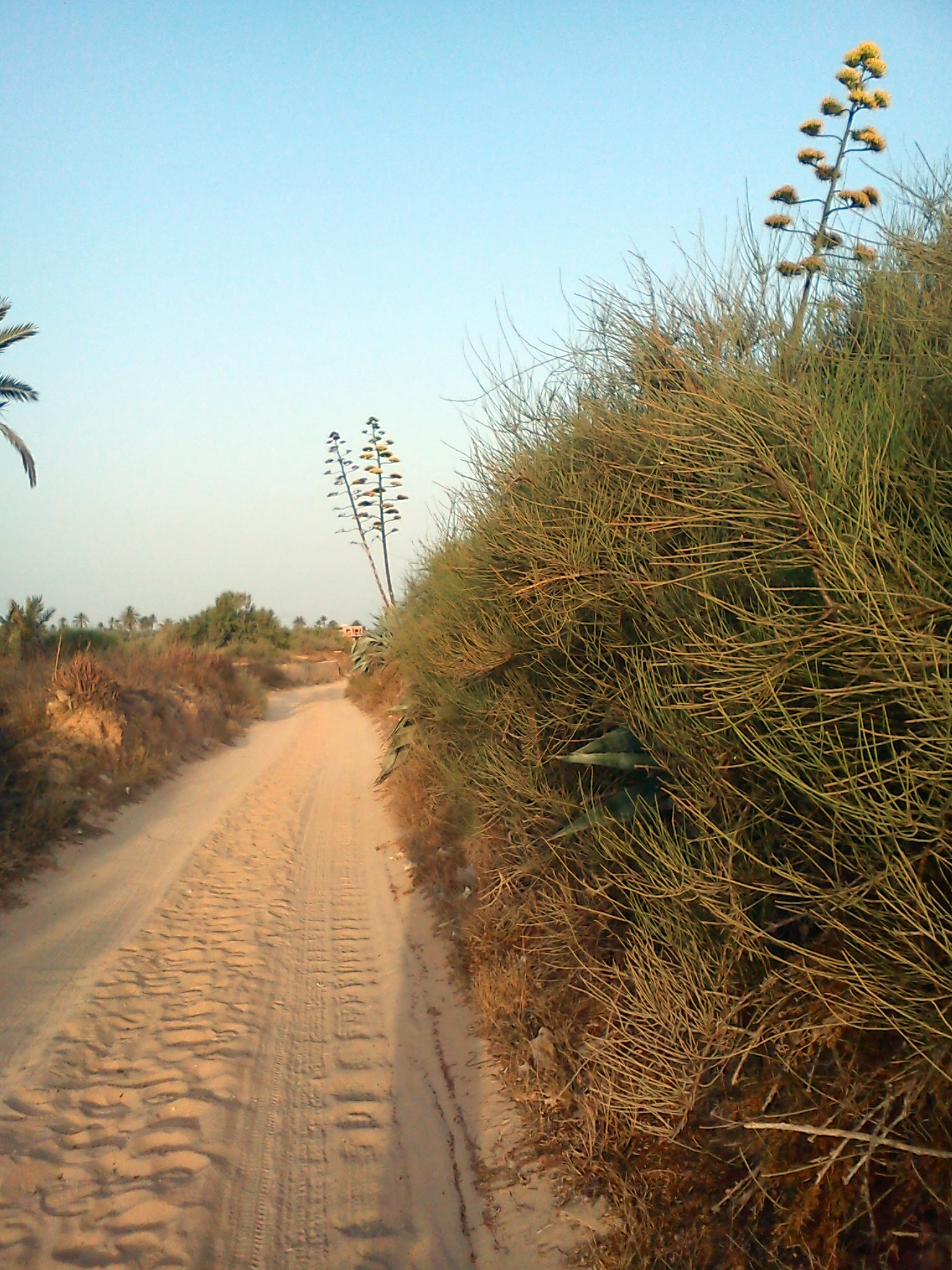
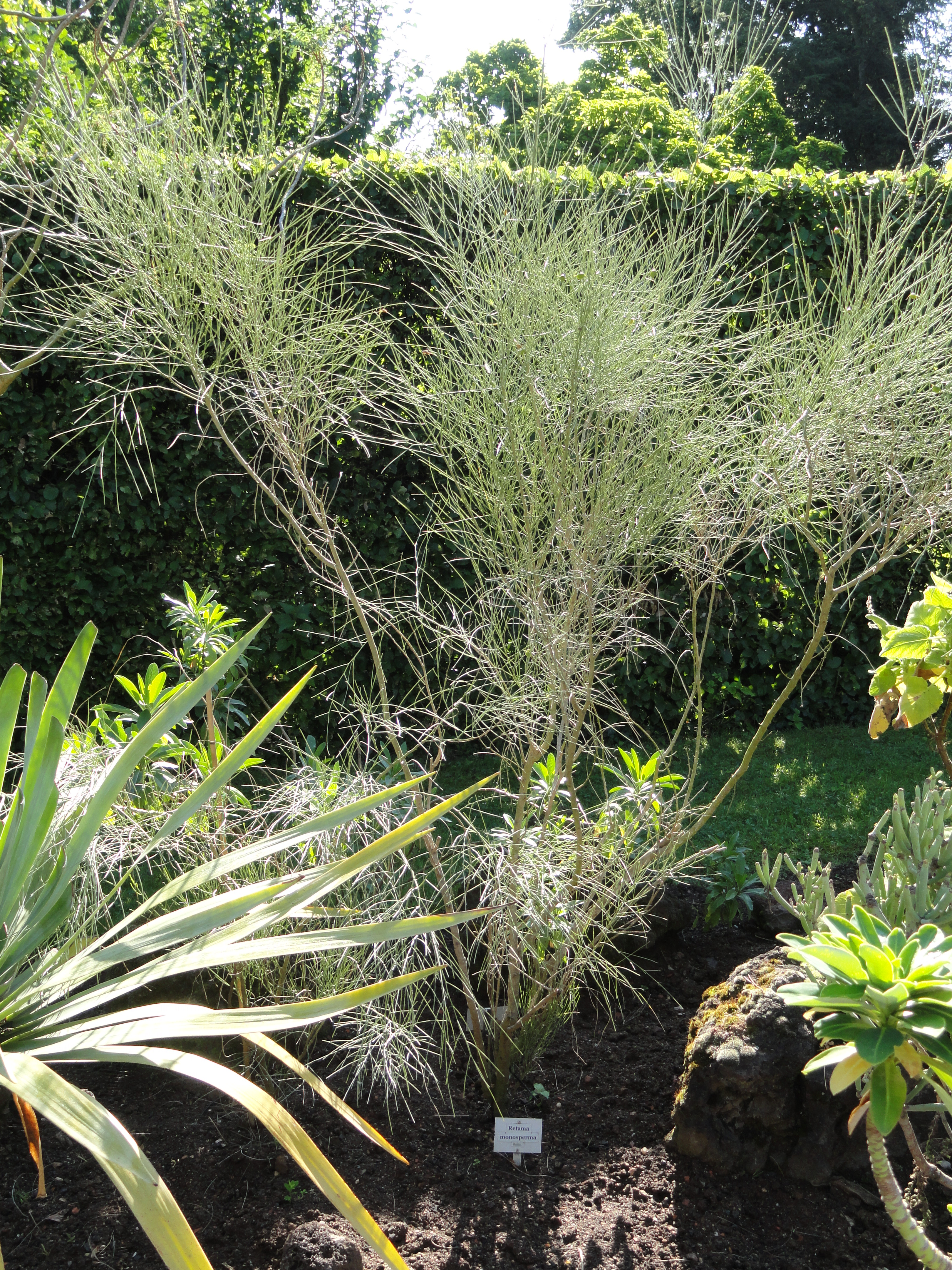